# Hellas HK

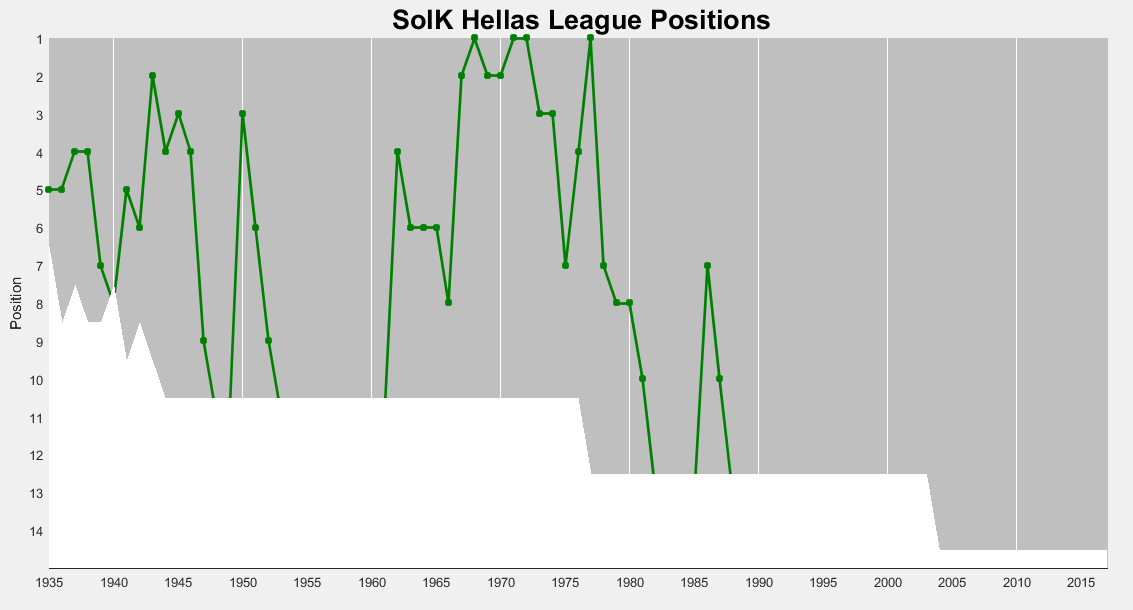
Hellas handbollslags placeringar i högsta serien genom åren.

Hellas HK (tidigare SoIK Hellas) är en handbollsklubb från Stockholm, och SoIK Hellas (Sim- och Idrottsklubben Hellas) handbollssektion. Klubben bytte namn 2010 till Hellas HK efter att moderföreningen SoIK Hellas, bildad 1899, ombildades till att bli en alliansförening. Handbollssektionen var under 1900-talet den som kanske gjorde föreningen mest känd. Laget har vunnit sju SM-guld i handboll för herrar: 1936, 1937, 1969, 1970, 1971, 1972 och 1977.
SoIK Hellas ligger på tionde plats i Handbollsligans maratontabell, trots att laget inte spelat i högsta serien sedan säsongen 1986/1987. Några av de som spelat i Hellas är: Lennart Eriksson, Johan Fischerström, Dan Eriksson, Frank Ström, Bengt "Bengan" Johansson, Kurt-Göran Kjell, Erik Hajas och Hans Vestberg. På ledarsidan märks Roland Mattsson och Bengt Sevelius. 
Hellas HK spelar säsongen 2019/2020 i division 3 östsvenska södra.